# Finntroll
Finntroll je výrazná finská folk metalová hudební skupina, která hraje tradiční finský folklór v kombinaci s elektrickými kytarami a brutálním zpěvem (zpívají švédsky), což dává dohromady zajímavý zvuk. Spolu s prvním albem Finntroll Midnattens Widunder (1997) se zrodil jejich typický „Trollish Metal“. Kapela si vybudovala velmi silnou image a fanouškovskou základnu a přesto, že museli několikrát měnit členy kapely, jejich motor šlape dál a jejich živá show jsou pověstná svou bombastičností.
V roce 2007 vydali desku Ur Jordens Djup, na které se poprvé předvedl nový zpěvák Mathias "Vreth" Lillmåns.

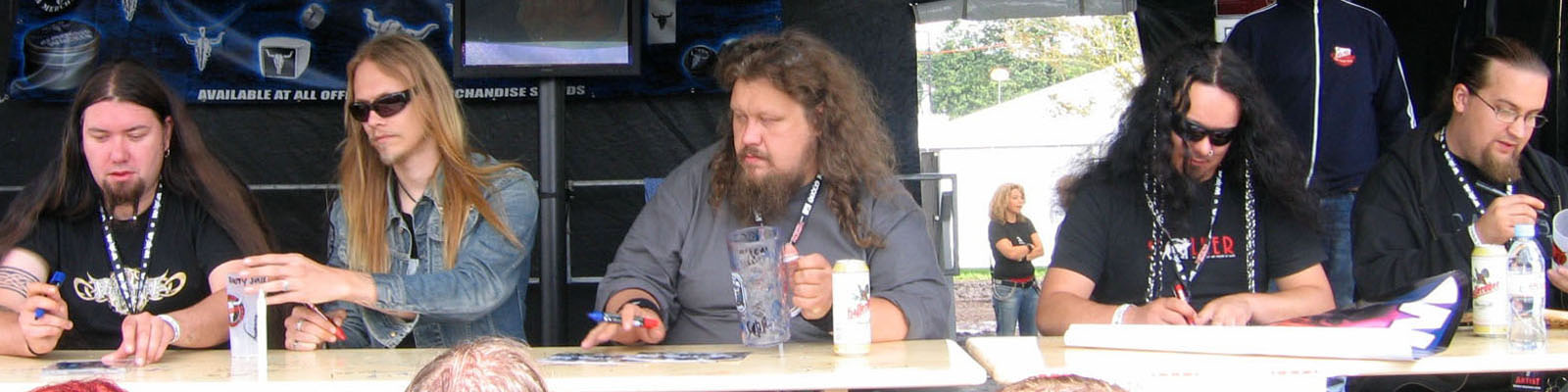
Kapela Finntroll

## Sestava
| Role      | Year      | Year            | Year            | Year            | Year              | Year |
| Role      | 1997–1998 | 1998–2002       | 2002–2003       | 2003–2006       | 2006–2009         |      |
| --------- | --------- | --------------- | --------------- | --------------- | ----------------- | ---- |
| Zpěv      | Katla     | Katla           | Tapio Wilska    | Tapio Wilska    | Vreth             |      |
| Kytara    | Somnium   | Somnium         | Somnium         | Routa           | Routa             |      |
| Kytara    | None      | Skrymer         | Skrymer         | Skrymer         | Skrymer           |      |
| Baskytara | None      | Tundra          | Tundra          | Tundra          | Tundra            |      |
| Bicí      | machine   | Beast Dominator | Beast Dominator | Beast Dominator | Beast Dominator   |      |
| Klávesy   | Katla     | Trollhorn       | Trollhorn       | Trollhorn       | Trollhorn / Virta |      |
| Texty     | Katla     | Katla           | Tapio Wilska    | Tapio Wilska    | Katla             |      |

- Mathias "Vreth" Lillmåns – zpěv (2006–)
- Samuli "Skrymer" Ponsimaa – kytara (1998–)
- Mikael "Routa" Karlbom – kytara (2003–)
- Sami "Tundra" Uusitalo – basová kytara (1998–)
- Samu "Beast Dominator" Ruotsalainen – bicí (1998–)
- Henri "Trollhorn" Sorvali – klávesy (1998–)
- Aleksi "Virta" Virta – klávesy (live) (2005–)

A:
- Jan "Katla" Jämsen – texty (1997–2002 / 2006–)

## Bývalí členové
- Tomi Ulgren – kytara (krátce 1997–1998)
- Jan "Katla" Jämsen – zpěv (1997–2002)
- Pete Eskelinen – zpěv (krátce v 2002)
- Teemu "Somnium" Raimoranta – kytara (1997–2003)
- Tapio Wilska – zpěv (2002–2006)

## Diskografie

### Alba
- Midnattens Widunder (1999)
- Jaktens Tid (2001)
- Nattfödd (2004)
- Ur Jordens Djup (2007)
- Nifelvind (2010)
- Blodsvept (2013)
- Vredesvävd (2020)

### EP
- Visor om Slutet (2003)
- Trollhammaren (2004)
- Ormfolk (2020)

### Dema
- Rivfader (1998)

### Videa
- "Trollhammaren" (2004) – YouTube odkaz
- "Nedgång" (2007) – YouTube odkaz
- "Under Bergets Rot" (2010) – YouTube odkaz
- "Solsagan" (2010) – YouTube odkaz
- "Häxbrygd" (2013) – YouTube odkaz